# ジャネット・パーカー
ジャネット・パーカー（Janet Parker、1938年3月 - 1978年9月11日）は、イギリスの大学職員。天然痘の感染による2023年現在で世界最後の死者となった。パーカーはバーミンガム大学メディカル・スクールの解剖学講座で働いていた際に、微生物学講座研究室から漏洩した天然痘ウイルスに感染し死亡した。このバイオハザードは研究機関の安全性と検査の有効性を見直すきっかけとなった。微生物学講座の責任者であるヘンリー・ベドスン教授はパーカーの死の直前に自殺した。

## 背景
天然痘は人間のみに感染する天然痘ウイルスで発症し、毒性の強いVariola majorと比較的弱いVariola minorの2種がある。1958年に世界保健機関（WHO）が公式に根絶計画を開始し、1970年代に多くの国で感染例が確認されなくなった。先進国ではワクチン接種が中止され一例としてアメリカでは市民に対する接種が1972年に、軍人に対する接種は1983年に停止された。事件の10ヶ月前、1977年のソマリアにおけるアリ・マオ・マーランの感染例を最後に天然痘患者の発生は報告されなくなっていた。この時点でウイルスは根絶された可能性が高いと思われた。WHOは天然痘ウイルスの研究を行なっていた欧米の研究機関に研究の縮小と株の廃棄を要請し始めた。問題となった微生物学講座は前年の秋にWHOに対してSmallpox Collaborating Centreに指定されるよう申請を提出していたが、安全性に対する懸念から申請は却下されている。これは研究室が近い将来に閉鎖されることを意味していた。
事件の12年前にも同じ解剖学講座の職員が天然痘に感染している。調査がおこなわれたが、感染した職員は天然痘が根絶されていなかったインドからの移民と頻繁な接触があったために移民から感染したと結論付けられた。患者の両親とフィアンセの職場のアシスタント、パーティーであった教師、訪れたパブにいた老人など50人に感染が拡大したがウイルスは弱毒性のvariola minorだったため皆軽症ですんだ。

## 感染
40歳のパーカーはバーミンガム市内で夫と暮らしていた。彼女は1966年に天然痘ワクチンを接種している。パーカーはバーミンガム大学解剖学講座で医療用写真の現像をする仕事をしていた。彼女が所属していた解剖学講座は微生物学講座の実験室の真上にあり、この実験室では天然痘ウイルスに関する研究がおこなわれていた。1978年8月11日金曜日にパーカーは頭痛と筋肉の痛みを訴えた。仕事は休まず夫の運転する車で出勤した。翌日に症状は軽くなり散歩にも出かけた。さらにその翌日には隣人を訪問したが体調は再び悪化した。翌週の火曜日に吹き出物が発生し始めた。水曜日に主治医が抗生剤を投与したが、発疹が発生したため薬のアレルギーが疑われ投与は中止された。パーカーは市内の両親の家に移ったが症状はさらに悪化したため24日金曜日に東バーミンガム病院に入院した。病院の医師は天然痘への感染を疑い、翌日に体液の電子顕微鏡検査によって天然痘ウイルスが確認された。パーカーはバーミンガム市中心部から8マイルほど離れた田舎のCatherine-de-Barnesの隔離施設に移され、9月11日に死去した。母親のヒルダは24日に天然痘ワクチンの注射を受けたが9月7日に感染が確認されその後軽快した。父のフレデリックは病院でパーカーを見舞った際に心臓発作をおこし77歳で死去した。
9月6日に政府が天然痘患者の発生を公表した。同じ日に微生物学講座の責任者であったヘンリー・ベドスン教授が自殺を試みた。彼は自宅の庭の小屋で喉をナイフで切り、発見後にバーミンガム市内の病院に搬送されたが数日後に死亡した。遺書には「本当に多くの友人や同僚が私と私の仕事に抱いてくれていた信頼を裏切ってしまったことを謝罪する」と書かれていた。

## 調査

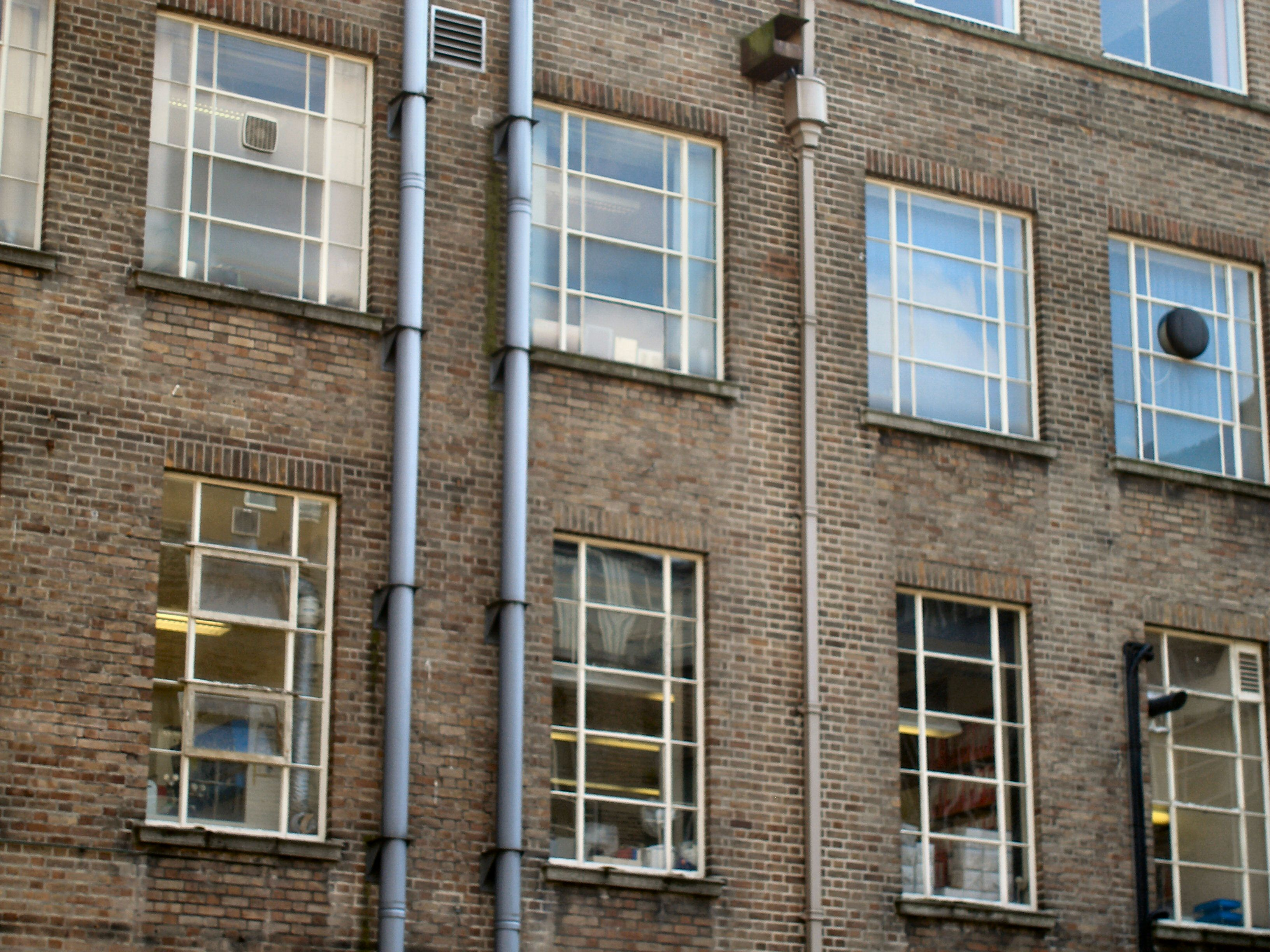
微生物学講座研究室（下階）と解剖学講座の部屋（上階）

政府により任命されたレジナルド・シューター教授により徹底した調査がおこなわれた。報告書は当初公表されていなかったが、パーカーの所属していた労働組合の幹部がメディアにリークした。報告書によると、ベドスン教授は安全性に影響する研究の変更を関係機関に届け出ていなかった。シューターはDangerous Pathogens Advisory Groupが問題の研究室を二度に渡って検査したが、天然痘研究の続行を認めた。一方で設備は法で定められている基準にはるかに届いていなかった。研究室に出入りするスタッフには特別な訓練を受けていない者もいた。教授は訓練生として9ヶ月間教育を受けただけの新卒者にも天然痘を扱わせていた。WHOの調査団はベドスン教授に研究室の設備はWHOの基準に達していないと伝えていたが、研究手順の変更を勧めただけだった。
報告書はパーカーが、7月24日から翌日にかけて研究室で扱われていた1970年に3歳のパキスタン人患者から採取されエイビッドと呼ばれていた天然痘株に感染したと推定した。ウイルスは換気装置を備えた安全キャビネットで扱われていたが、事件後の実験ではウイルスの拡散を防ぐのに全く役に立っていなかった。ウイルスはサービス・ダクトを経由して研究室から上階の解剖学講座の小部屋に移動した。各部屋でのダクトの出入り口の検査パネルは緩んでいた。暗室に隣接していたこの部屋は電話室として利用されており、予算締め日に近い25日に備品を注文していたパーカーは長い時間を過ごしていた。ベドスンの研究室は1978年末に閉鎖される予定で、彼はそれまでに一定の成果をあげようと研究を急いでいた。

## その後
バーミンガム大学は安全衛生庁（HSE）から告訴されたが、無罪となった。
1980年に根絶宣言を出した後WHOは研究機関に天然痘株の削減を要請した。1984年に天然痘株はロシアとアメリカの研究所1箇所ずつのみに保管されることが取り決められた。1993年12月にアメリカ・ロシア両政府はこの株も破壊することに合意したが研究を目的として延期された。2001年になってアメリカは株の破壊に賛同しないことを発表した。

## 参照
1. ↑  “Index entry”. FreeBMD.   ONS. 2011年10月23日閲覧。
2. ↑  Smallpox Vaccination: A Review, Part I. Background, Vaccination Technique, Normal Vaccination and Revaccination, and Expected Normal Reactions, Vincent A. Fulginiti, Clinical Infectious Diseases, Vol. 37, No. 2, Jul. 15, 2003
3. 1 2  Smallpox Scares, Hugh Pennington, London Review of Books, Vol. 24 No. 17, 5 September 2002
4. 1 2  SARS Cases in Asia Show Labs' Risks, Washington Post, May 29, 2004
5. 1 2 3  Smallpox death in Britain challenges presumption of laboratory safety, Science, 2 March 1979, Vol. 203 no. 4383
6. ↑  Smallpox, faqs.org
7. ↑  Smallpox: Eradicating the Scourge, BBC History, 2011-02-17